# Musée de l'Abbé Lemire
Het Musée de l'Abbé Lemire is het vroegere woonhuis van Jules Auguste Lemire (Vieux-Berquin, 1853 - Hazebroek, 1928), gelegen in de gemeente Hazebroek in het Franse Noorderdepartement.
Het huis werd gebouwd in 1899. Op de gevel ziet men nog een leeuw die een haas tussen zijn poten houdt en afkomstig is van het in 1801 afgebrande stadhuis. Het stelt voor het Graafschap Vlaanderen dat de stad Hazebroek beschermt. Het heeft als motto: Parva sub ingenti (de sterke beschermt de zwakke). 

## Abbé Lemire
Jules Lemire werd in 1878 tot priester gewijd en werd aangesteld op het Collège Saint-François om daar klassieke talen, filosofie en letteren te doceren. In 1893 stelde hij zich kandidaat voor de volksvertegenwoordiging waar hij ook werd gekozen en tot zijn dood er een zetel innam. Daar zette hij zich in voor een betere bescherming van de werkenden. Hij werd echter tegengewerkt door de kerkelijke autoriteiten. Van 1914-1928 was hij ook burgemeester van Hazebroek.
In 1914 weigerde hij het kerkelijk bevel op te volgen om te kiezen tussen zijn priesterschap en de volksvertegenwoordiging, waarop hem verboden werd de Mis op te dragen en de sacramenten toe te dienen. In 1916 werd dit verbod opgeheven door Paus Benedictus XV en in 1917 werd hij opgenomen in het Legioen van Eer voor zijn houding tijdens de Eerste Wereldoorlog. In 1918 organiseerde hij de evacuatie van de stad.

## Museum

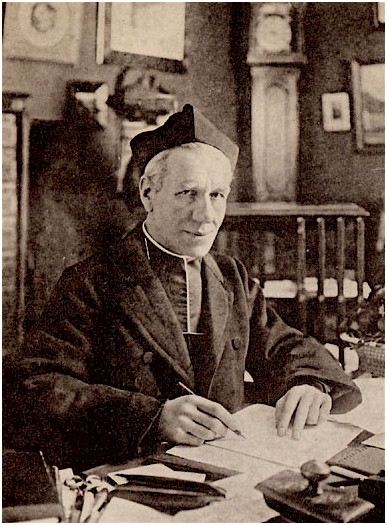
Jules Lemire 1853-1928

Het museum herbergt herinneringen aan Abbé Lemire, waaronder meubilair en fotomateriaal.